# توم دبليو. بونير
توم دبليو. بونير (بالإنجليزية: Tom W. Bonner)‏ هو فيزيائي أمريكي، ولد في 19 أكتوبر 1910 في غرينفيل في الولايات المتحدة، وتوفي في 6 ديسمبر 1961 في هيوستن في الولايات المتحدة.